# Moschea Eski Imaret
La moschea Eski Imaret (in turco Eski Imaret Camii) è una ex chiesa ortodossa convertita in moschea dagli Ottomani, situata a Istanbul, in Turchia. La chiesa è stata tradizionalmente identificata con quella appartenente al monastero di Cristo Pantepoptes (in greco Μονή του Χριστού Παντεπόπτη?), con il significato di "Cristo che tutto vede". Essa è l'unica chiesa di Costantinopoli dell'XI secolo pervenuta intatta, e rappresenta un documento chiave dell'architettura bizantina del periodo intermedio. Nonostante ciò, l'edificio rimane uno tra i meno studiati della città.

## Ubicazione
L'edificio si trova ad Istanbul, nel distretto di Fatih, nelle vicinanze di Zeyrek, una delle aree più povere della zona all'interno della città murata. Si trova a meno di un chilometro a nord-ovest dal complesso della Moschea di Zeyrek.

## Storia

### Età bizantina
Alcuni anni prima del 1087, Anna Dalassena, madre dell'imperatore bizantino Alessio I Comneno, fece costruire sulla cima della quarta collina di Costantinopoli un monastero di suore, dedicato a Christos Pantepoptes, dove si ritirò verso la fine della sua vita, seguendo una consuetudine imperiale. Il convento comprendeva una chiesa principale, anch'essa dedicata al Pantepoptes.
Il 12 aprile 1204, durante l'assedio di Costantinopoli, l'imperatore Alessio V Ducas fissò il suo quartier generale nelle vicinanze del monastero. Da questo punto di vista privilegiato poteva vedere la flotta veneziana al comando del doge Enrico Dandolo schierarsi fra il monastero di Cristo benefattore e la chiesa di Santa Maria delle Blacherne prima di attaccare la città. Dopo l'attacco riuscito dei crociati abbandonò la sua tenda di porpora sul posto, permettendo così a Baldovino di Fiandra di trascorrere la notte al suo interno dopo la vittoria. Il complesso venne saccheggiato dai partecipanti alla quarta crociata e successivamente assegnato ai benedettini di San Giorgio Maggiore. Durante l'occupazione latina di Costantinopoli (1204–1261) l'edificio divenne una chiesa cattolica.
Sulla base di queste informazioni, il patriarca Costanzio I di Costantinopoli (1830-1834) identificò la moschea Eski Imaret con la chiesa Pantepoptes. Questa identificazione è stata ampiamente accettata, con l'eccezione di Cyril Mango, il quale sosteneva che quella posizione dell'edificio in realtà non permette una panoramica completa del Corno d'Oro, e ha proposto l'area attualmente occupata dalla moschea Yavuz Selim come sito alternativo per il monastero Pantepoptes. Austay-Effenberger e Effenberger si dissero d'accordo con Mango, e proposero l'identificazione con la chiesa di San Costantino, fondata dall'imperatrice Teofano nei primi anni del X secolo, facendo rilevare le similitudini con il monastero monastero di Costantino Lips.

### Età ottomana e repubblicana
Subito dopo la conquista ottomana di Costantinopoli nel 1453, la chiesa divenne una moschea, mentre il monastero venne trasformato in zawiya, madrasa e imaret per la vicina Moschea di Fatih, in quel tempo in costruzione. Il nome turco della moschea ("moschea della vecchia imaret") si riferisce a questo.
Il complesso è stato più volte devastato dal fuoco, e gli ultimi resti del monastero sono scomparsi circa un secolo fa. Fino al 1970 l'edificio venne utilizzato come scuola coranica, e quest'impiego lo rese pressoché inaccessibile per uno studio dell'architettura. Nel 1970, la moschea venne parzialmente chiusa per un restauro condotto dall'architetto turco Fikret Çuhadaroglu. Nonostante ciò l'edificio appare in condizioni molto precarie.

## Architettura

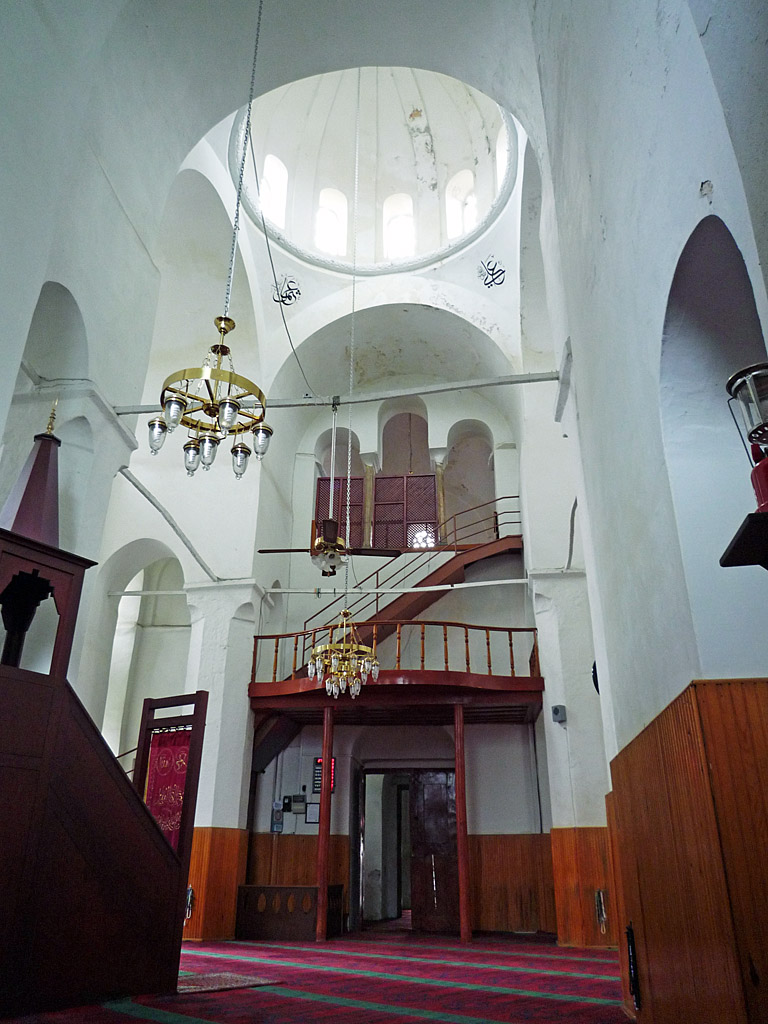
Interno della moschea

L'edificio si trova su un pendio che si affaccia sul Corno d'Oro, e poggia su una piattaforma che è il soffitto di una cisterna. Esso è strettamente circondato da tutte le parti, rendendo difficile una visione adeguata degli esterni. La muratura è realizzata in mattoni e pietra, e usa la tecnica del mattone incassato; è l'edificio più antico di Costantinopoli, ancora esistente, dove può essere osservata questa tecnica, che è tipica dell'architettura bizantina del periodo intermedio. In questa tecnica, strati alternati di mattoni sono montati dietro la linea del muro, e sono immersi in un letto di malta. A causa di ciò, lo spessore degli strati di malta è circa tre volte superiore a quello degli strati di mattoni. Il suo tetto a tegole è unico tra le chiese e le moschee di Istanbul, che sono generalmente coperte con una lastra di piombo.
La pianta è del tipo "a croce inscritta" con una cupola centrale e quattro volte a crociera incrociate, un presbiterio ad est ed un nartece ad ovest. Questo sembra essere un'aggiunta del periodo paleologico, in sostituzione di un portico precedente, ed è diviso in tre campate. Quelle laterali sono sormontati da volte a crociera, quella centrale da una cupola.

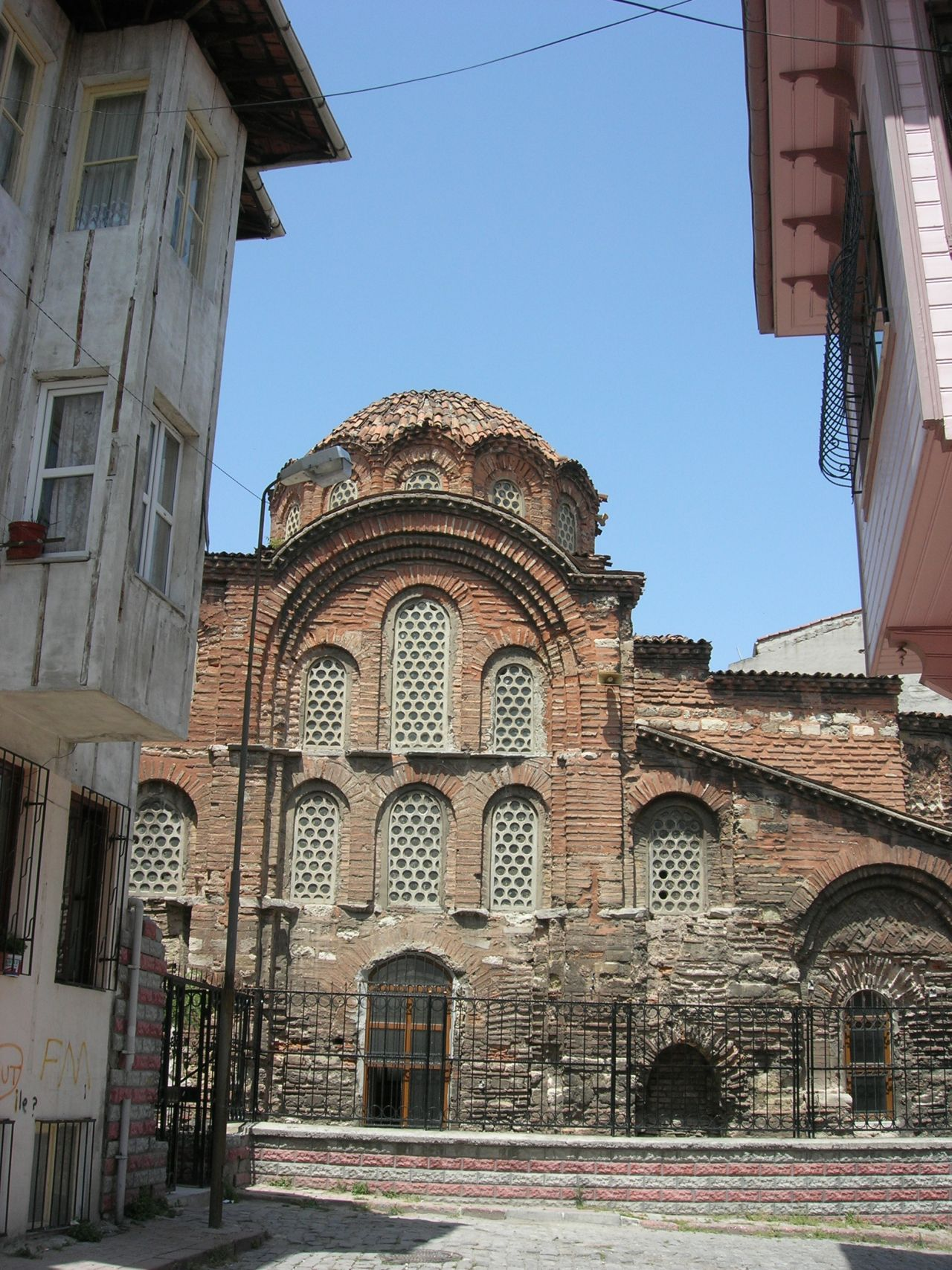
La moschea vista da sud

Una caratteristica unica di questo edificio è la galleria a forma di U che corre sopra il nartece e le due baie occidentali del presbiterio. La galleria ha finestre che si aprono sia verso la cella che il pianetto. Sembra possibile che la galleria sia stata costruita per l'uso privato dell'imperatrice-madre.
Come in molte chiese bizantine di Istanbul sopravvissute, le quattro colonne che sostenevano la croce sono state sostituite da pilastri, e i colonnati alle due estremità sono stati incassati. I pilastri dividono la navata in tre parti. Le navate laterali conducono in piccole cappelle a forma di quadrifoglio ad est, collegate al presbiterio e si uniscono ad est con un'abside. Queste sono le cappelle del prothesis e del diaconicon. Gli ottomani ristrutturarono l'abside e costruirono un minareto, che non esiste più.
La cupola, che durante il periodo ottomano è stata modellata a forma di elmetto, ha recuperato il suo tetto originale smerlato nel restauro del 1970. Questo è tipico delle chiese del periodo macedone. Il tetto a tenda delle gallerie è stato sostituito da tegole  che seguono l'andamento curvilineo della volta.
L'esterno ha occasionali motivi decorativi, come raggiere e greche a cloisonné. Quest'ultimo motivo è tipico dell'architettura greca di questo periodo, che altrove è sconosciuta a Costantinopoli. Degli interni originali, non rimane quasi nulla se non alcune modanature in marmo, cornici e telai di porte.
Nonostante il suo interesse architettonico, l'edificio è ancora fra i monumenti meno studiati di Istanbul.